# Dvije zastave na zapad (1950.)
Dvije zastave na zapad (eng. Two Flags West), američki vestern iz 1950. godine.

## Sažetak radnje
Okolnosti natjeraju zarobljene konfederacijske vojnike i uniostičke vojnike koji su ih zarobili udružiti se u borbi protiv Indijanaca. Savez je krhak i tijekom trajanja izašla su van stara neprijateljstva.

## Vanjske poveznice
- YouTube Trailer filma